# Pierre Ailleret
Pierre Ailleret, né le 10 mars 1900 à Vienne-en-Arthies (Val d'Oise) et mort le 19 août 1996 à Bourron-Marlotte (Seine-et-Marne), est un ingénieur français qui fut directeur des études et recherches d'EDF. Il est considéré comme faisant partie des pères de la technologie du nucléaire civil après avoir été avant-guerre un des promoteurs de l'interconnexion électrique.

## Biographie
Pierre Ailleret est diplômé de l'École polytechnique (X1918) et de l'École supérieure d'électricité. Il est le frère de Charles Ailleret, polytechnicien comme lui, militaire, qui, pendant la Seconde Guerre mondiale a été un des chefs de la Résistance, commandant l'Organisation de résistance de l'Armée pour la zone Nord de la France. 

### Entre-deux-guerres
Pierre Ailleret acquiert très jeune des responsabilités, en août 1930 lorsque l'Union pour l'industrie et l'électricité (UNIE) est créée par Louis Marlio, il en est l'un des directeurs après avoir débuté en 1924 au Service central des forces hydrauliques et des distributions d'énergie électrique. 
Il s'agit alors de reconvertir vers la consommation domestique l'énergie produite dans les Alpes, avec une production hydroélectrique multipliée par huit pour le boom de l'aluminium, mais qui vient d'être interrompu par le krach de 1929. Les trois réseaux locaux (EELM, EESO, et STEDA), sont insuffisants et il œuvre aux travaux majeurs de l'interconnexion électrique qui donneront naissance à EDF en 1946.

### EDF
En 1946, il devient l’un des quatre directeurs d'EDF. Il est nommé à la tête de la nouvelle direction des études et des recherches d'EDF dont il a souhaité la création, un poste qu'il occupera douze ans. En 1952, lorsque le « plan Félix Gaillard » construit à Marcoule (Gard) une pile permettant la production de plutonium à partir d'uranium naturel, essentiellement pour des applications militaires, il a l'idée de récupérer la chaleur générée pour créer de l'électricité. En 1954, lorsque EDF commence à se rapprocher du CEA pour produire de l'électricité d'origine nucléaire, il a pour rôle de chercher à répondre à une demande nationale en forte croissance. Il travaille sur le sujet avec Jules Horowitz, son homologue au CEA, Michel Hug et Claude Bienvenu, pour le développement du nucléaire industriel.
En 1955, ces coopérations interviennent sur fond d'annonce par le Gouvernement britannique d'un important programme nucléaire civil avec une première centrale de taille industrielle inaugurée en 1956 à Calder Hall. Il devient ensuite directeur général adjoint d'EDF de 1958 à 1967. 
Pierre Ailleret a fondé à la direction des études et des recherches d'EDF la « Division énergie du vent » dont André Argand a pris la direction. Marié à Denise Nodé-Langlois (1908-2008), leur fils, François Ailleret (X-PC56), fut directeur général adjoint d’EDF (1987-1991), directeur général délégué (1991-1994), directeur général (1994-1997) et enfin vice-président (1997-1999).

## Ouvrage
- Essai de théorie de la normalisation, 1982